# Amdocs
Amdocs Limited, (NYSE: DOX), är en amerikansk global leverantör av mjukvarulösningar och andra tjänster inom bland annat business support system, faktureringstjänster och operations support system till bland annat bank–, telekommunikations–, media– och underhållningsbranscherna. Deras kunder är bland annat 3 (Hi3G Access AB), AT&T, Inc., Bell Canada, BT Group, Comcast Corporation, DirecTV LLC, Elisa Oyj, Eniro AB, HSBC Holdings plc, Rogers Communications Inc., Sprint Corporation, T-Mobile International AG, Telekom Austria AG, Telenor Group, TeliaSonera AB, Telus Corporation och Vodafone Group plc.